# Dorfkirche Urdenbach

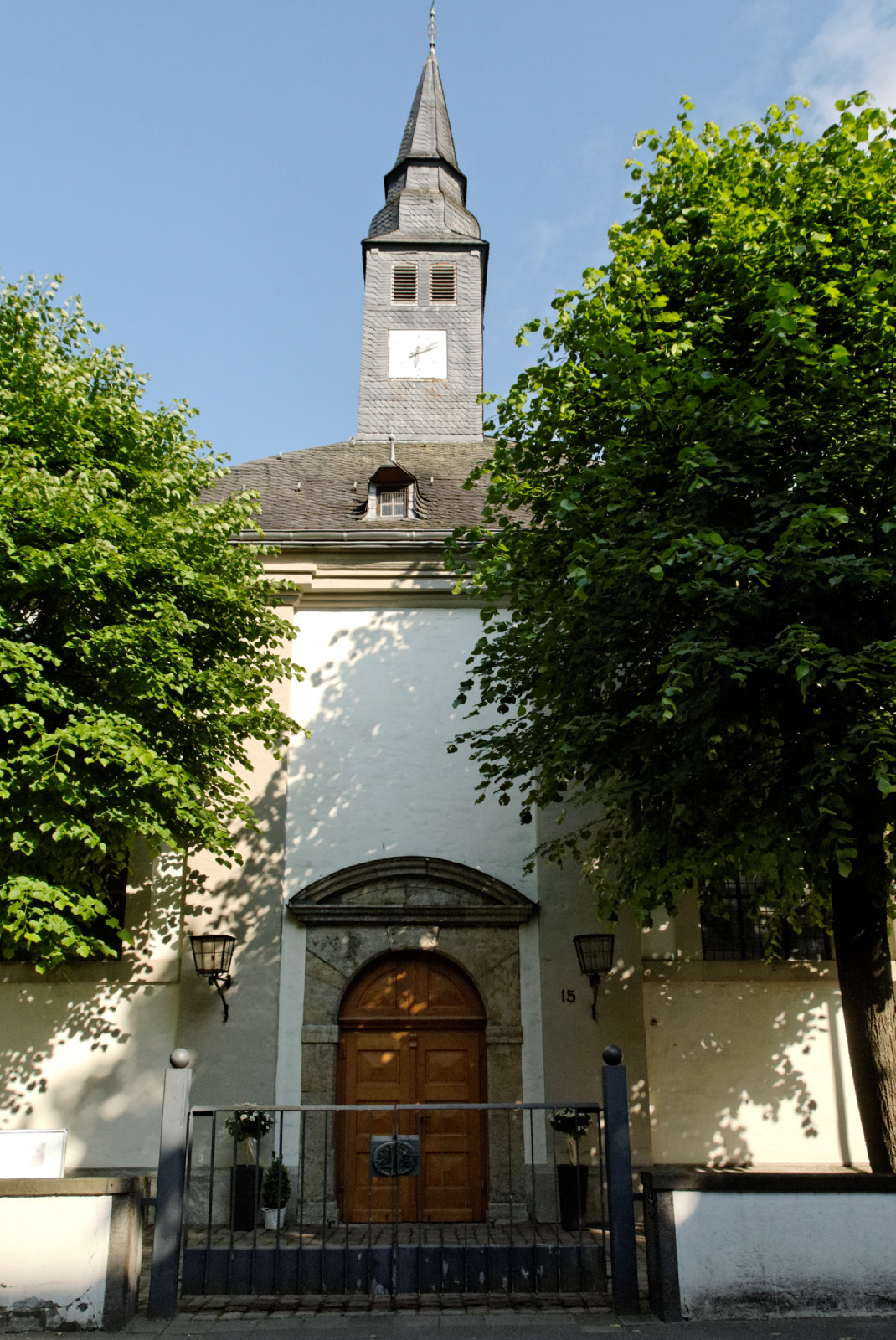
Außenansicht der Kirche.

Die Evangelische Kirche, auch Dorfkirche Urdenbach genannt, im Düsseldorfer Stadtteil Urdenbach wurde 1695 eingeweiht. Sie ist eine der ältesten evangelischen Kirchen der Stadt.

## Architektur

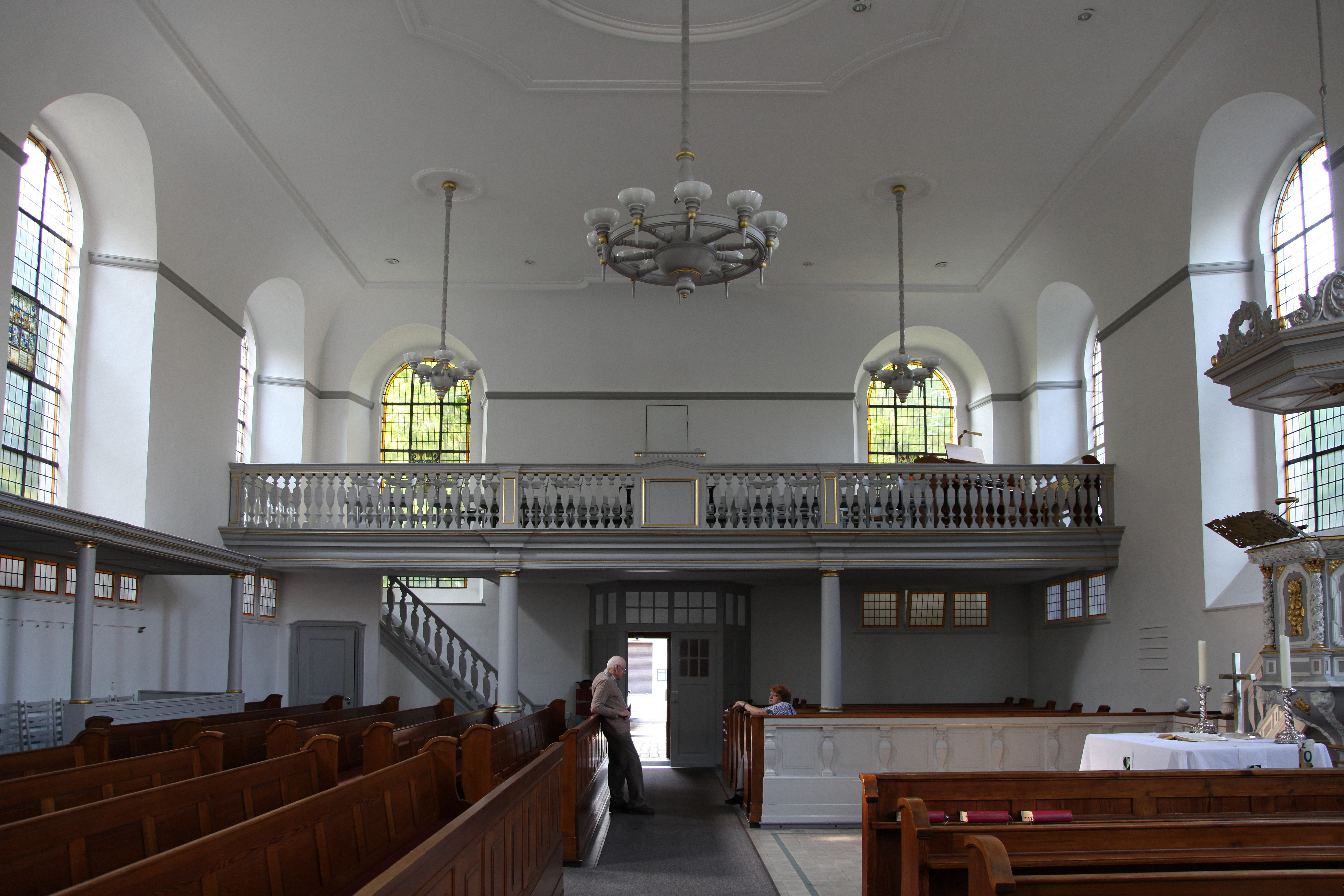
Innenansicht der Kirche.

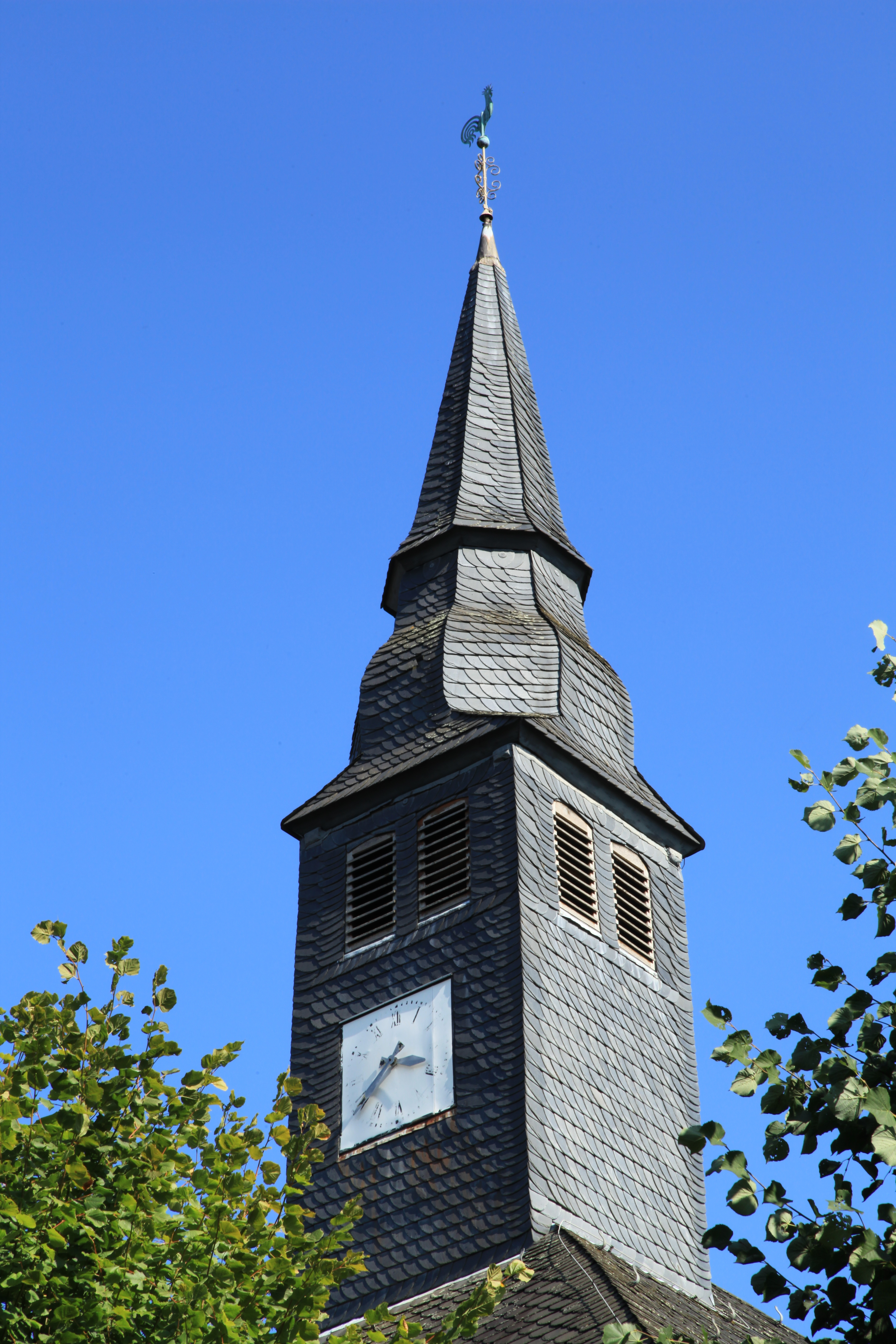
Dachreiter des Sakralbaus.

Das Kirchengebäude besteht aus einem rechteckigen Saalbau mit Walmdach und großem Dachreiter. Zwölf große Rundbogenfenster sorgen im Inneren für einen lichtdurchfluteten Kirchsaal und in Verbindung mit der hohen Saaldecke und den hellen Farben für eine augenscheinlich „leichte“ Baukonstruktion. Auch verfügt die Kirche über zwei gegenüberliegende Eingänge mit jeweils zweiflügeligen Holztüren. Der Dachreiter übernimmt die Funktion des Kirchturmes und ist gleichzeitig das höchste Bauteil des Gebäudes. Er bietet Raum für den Glockenstuhl mit zwei Glocken und die Turmuhr. Den Abschluss des turmartigen Dachreiters bildet eine aufwändig geschwungene Turmspitze im Barockstil mit aufgesetztem Wetterhahn. Die Saalbaukonzeption war auch in den Niederlanden typisch und ist ein Anzeichen für die damaligen Verbindungen der Kirchengemeinde in die Niederlande.

## Geschichte
In Urdenbach und dem benachbarten Benrath entstand schon in den letzten Jahrzehnten des 16. Jahrhunderts eine reformierte Kirchengemeinde, die ab 1609 die Benrather St.-Cäcilia-Kirche zur Nutzung erhielt. Nach dem Übertritt von Herzog Wolfgang Wilhelm zum Katholizismus wurde die Kirche 1616 wieder den Katholiken übergeben. Die Gemeinde, die nun ihren Schwerpunkt in Urdenbach hatte, existierte aber unter Führung ihres Predigers Thomas Kohlhagen als geheime Gemeinde fort. Sie konnte sogar ein Predigthaus errichten, dass allerdings 1639 zeitweise wieder geschlossen wurde und sich später als zu klein erwies. Nachdem 1684 der Beschluss zum Bau einer Kirche gefasst war, fand am  16. Juli 1688 die Grundsteinlegung der Kirche statt. Der Baumeister Paul Reiner hatte bereits die Neanderkirche erbaut. Am 6. Mai 1693 wurde der erste Gottesdienst gefeiert.
Bis 1838 gehörte auch Monheim am Rhein, bis 1947 Benrath und Holthausen zur Kirchengemeinde.

## Orgel
Die Kirche verfügt über eine von Johann Wilhelm Schöler im Jahre 1754 errichtete Orgel. Diese existiert seit 1885 nicht mehr in ihrer ursprünglichen Form. Davon übrig geblieben war lediglich der historische Prospekt mit der König-David-Skulptur. Im Jahre 1958 wurde von der Firma Peter eine Orgel im neobarocken Stil eingebaut. 2013 wurde sie mithilfe von historischen Zeichnungen und Kenntnis über die Bauweise Schölers rekonstruiert und am 1. Dezember 2013 eingeweiht.